# Kartellbereinigung
Die Kartellbereinigung war eine Reorganisation des Wirtschaftslenkungsapparats im ausgehenden NS-Staat. Die Maßnahmen basierten auf einem Erlass des Reichswirtschaftsministers vom 20. Mai 1943 und zogen sich bis ins Jahr 1944 hin. Nicht mehr benötigte Privatkartelle wurden in großer Zahl aufgelöst. 

## Vorgeschichte
„Durch das Nebeneinander von älteren, traditionellen Kartellen und neuen, aufstrebenden Lenkungsverbänden“ war bis Anfang der 1940er Jahre in der reichsdeutschen Volkswirtschaft „eine redundante Doppelstruktur entstanden“. Auslöser für das Projekt einer Kartellbereinigung wurde die Kritik innerhalb der staatlichen Wirtschaftsführung, die althergebrachten privaten Kartelle seien inzwischen überflüssig geworden; oft seien sie ja – weil effektiv funktionslos – zu reinen „Briefkopf-Kartellen“ abgesunken. Eingehende Beratungen bis Frühjahr 1943 mündeten in „dem Ergebnis, dass einer Auflösung des weitaus überwiegenden Teils der Verbände nichts mehr im Wege steht.“

## Maßnahmen
Der Erlass des Reichswirtschaftsministers vom 20. Mai 1943 führte im Endeffekt zur Auflösung von etwa 90 % aller deutschen Kartelle. Begründet wurde diese Maßnahme mit dem Willen, den „marktregelnden Zusammenschlüssen“, den privatwirtschaftlichen Kartellen, „keinen Raum mehr“ zu geben. Ausgenommen von diesem Vorgehen waren nur folgende Arten von Einrichtungen:
- Kartelle, welche über „besondere technische Kenntnisse“ verfügten,
- „internationale Kartelle“ sowie
- „Syndikate“, also die Kartelle mit einem besonderen Vertriebsapparat.

Diese Maßnahmen bezweckten,
1. einen „klaren Organisationsaufbau der deutschen Kriegswirtschaft“ zu erreichen,
2. ein „Mittel der Rationalisierung“ ihrer Leitungsstrukturen zu schaffen sowie
3. eine wichtige „Voraussetzung für einen künftigen Friedensaufbau der Marktordnungen“ herzustellen.[6]

Aufgrund der eingeleiteten Schritte wurde „der Kartellapparat selbst […] zu 90 % […] aufgelöst.“ Nach einer amtlichen Darstellung von Ende 1943 waren „over 90 per cent of the cartels […] dissolved or were in a process of dissolution“. Kartellfachmann Max Metzner bemaß die Wirksamkeit der Reform später etwas geringer: nur ca. 1.800 bis 1.900 von den insgesamt 2.500 vormals bestehenden deutschen Kartelle wären bei Kriegsende 1945 aufgelöst gewesen.

## Rezeption und Interpretation
Die deutsche Kartellbereinigung von 1943 ist von der Politik und Zeitgeschichte nach 1945 weitgehend ignoriert oder missverstanden worden:
- Die Maßnahmen seien vor allem propagandistisch motiviert und nicht als nachhaltig geplant gewesen (Metzner).[10]
- Die Maßnahmen seien lediglich Optimierungsschritte innerhalb eines geschlossenen Kartellsystems gewesen (Neumann).[11] Ein Zusammenstoß mit planwirtschaftlichen Prinzipien wurde nicht gesehen.
- In neueren geschichtlichen Studien wurde die Kartellbereinigung bisher entweder nicht oder nur kurz und beiläufig erwähnt.[12] Der Gegenstand galt bislang nicht als irgendwie wichtig.